# Casa de Goricia
Los condes de Goricia (en alemán: Grafen von Görz; en italiano: Conti di Gorizia; en esloveno: Goriški grofje), también conocidos como Meinhardiner fueron una familia comital y ducal durante el Sacro Imperio Romano Germánico. Nombrados por el Castillo de Goricia en Goricia (ahora en Italia, en la frontera con Eslovenia), fueron originalmente "defensores" (Vogts) en el Patriarcado de Aquileia y gobernaron el condado de Goricia (Görz) desde principios del siglo XII hasta el año 1500. Acérrimos defensores del poder imperial frente al papado, su momento álgido llegó tras la batalla de Marchfeld entre las décadas de 1280 y 1310, cuando controlaron la mayor parte de Eslovenia, Austria occidental y suroccidental y el noreste de Italia. Después de 1335, comenzaron un declive constante que redujo sus territorios al condado original de Gorizia a mediados de la década de 1370. El resto de sus tierras fueron heredadas por Maximiliano I de Habsburgo.
Desde 1253, la dinastía gobernó el condado de Tirol. En 1271, sus vastas posesiones fueron divididas; la rama principal mantuvo el Tirol y fueron  conocidos como condes de Goricia-Tirol o Meinhardiner en honor de Meinhard, Duque de Carintia. La rama cadete, conocida como la Línea Albertina, por el hermano menor de Meinhard Alberto, se hizo cargo de las posesiones originales en el condado de Goricia, Val Pusteria, y el título de condes palatinos de Carintia (junto con los dominios en la parte superior del valle de Drava).
Ambas ramas participaron en la coalición contra el rey Premislida Otakar II de Bohemia junto a Rodolfo I de Alemania y fueron recompensados con vastas propiedades tras la derrota del primero en la batalla de Marchfeld. En 1286, la línea Goricia-Tirol se convirtió en Duques de Carintia y landraves de Carniola y se hizo con el poder de facto en Savinja, mientras que la rama albertina recibió la mayor parte de la Marca Vindica y el Condado de Metlika. En 1306 y de nuevo de 1307 a 1310, Enrique de Goricia-Tirol gobernó como Rey de Bohemia y mantuvo el título de Rey de Polonia, por su matrimonio con la heredera Premislida Ana. Sin embargo, como Enrique no dejó herederos varones, la rama Goricia-Tirol se extinguió a la muerte de su hija Margaret en 1369. Sus tierras fueron heredadas por los Habsburgo.
La línea Albertina mantuvo el dominio en las tierras condales alrededor de Goricia en Val Pusteria y en Carintia occidental (que comprendía el territorio del Tirol Oriental) hasta el año 1500, cuando el último conde de la familia (Leonhard de Gorizia) murió sin heredero. Sus propiedades pasaron a formar parte del Archiducado de Austria.

## Historia
La dinastía probablemente provenía de la dinastía Siegharding, de origen Franco Renano, que originalmente descendía de la región Kraichgau y que en el siglo X gobernó en el Chiemgau del ducado madre de Baviera. Un Sieghardinger llamado Meginhard (o Meinhard, m. 1090) está documentado como un conde en el Gau de Pustertal, en Baviera. El progenitor de los Meinhardiner, Conde Meinhard I de Goricia, y su hermano Engelbert, conde palatino de Baviera, pudieron ser sus hijos. La dinastía aparece por primera vez alrededor de Lienz y en el siglo XI obtienen el cargo de vogt en la ciudad de Goricia (Görz) en el Patriarcado de Aquileia.

### Goricia-Tirol

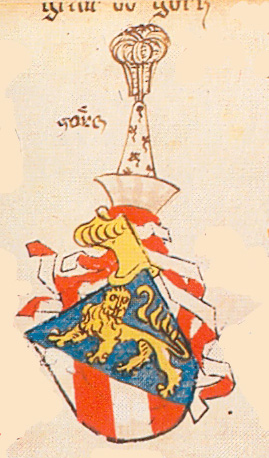
Escudo de armas de los Condes de Görz, Codex Ingeram del Archiduque Alberto VI de Austria, 1459

El Tirol era, ya a comienzos de la Edad Media, una zona de importantes pasos de montaña con los puertos más bajos sobre los Alpes Centro-Orientales, vital para que los Emperadores del Sacro Imperio Romano pudieran alcanzar Italia. Los centros del poder imperial eran inicialmente dos Principados episcopales establecidos por el Emperador Conrado II en 1027, Brixen (Bressanone) y Trient (Trento). Los obispos gobernaban sobre numerosos hombres semi-libres (ministeriales) y nobles que esculpieron el paisaje con numerosos castillos sobre todo al sur del Paso del Brennero. Entre ellos, los Condes de Tirol, llamados así por el Castillo Tirol cerca de Merano. Desempeñaban el cargo de alguaciles y administraban justicia para los príncipes-obispos de Trient y Brixen y finalmente se hicieron cargo del poder secular en el sur de Baviera después de la deposición del duque Welf Enrique el León en 1180. Una consecuencia de su ascenso al poder, fue que ahora toda la zona es conocida como "Tirol", por su castillo ancestral.
Entre 1253 y 1258 los Condes de Görz asumieron el poder en las tierras tirolesas, después de que los condes del Castillo Tirol quedaran sin heredero varón. En 1237, el Conde Meinhard III se había casado con Adelheid, hija del conde Alberto IV de Tirol, que murió en 1253 sin dejar herederos varones, y pudo de esta manera reclamar el Tirol como herencia. Su hijo y sucesor, Meinhard IV no solo expandió el condado, sino que también lo transformó en un territorio más homogéneo. Implementó una administración que, según los estándares de su tiempo, solo puede llamarse ejemplar. Sin embargo, las tres áreas del país estaban muy separadas para ser gobernadas por un solo conde, y por lo tanto se decidió dividir el condado en 1267/71, cuando Meinhard IV cedió el Condado de Goricia a su hermano menor Alberto I. Los descendientes de Alberto, la línea Goricia de la dinastía Meinhardiner, mantuvieron su residencia en Goricia, hasta que la línea se extinguió en 1500. Los descendientes de Meinhard IV, que fue conde de Tirol como Meinhard II, gobernaron Tirol hasta 1363.
En 1286 Meinhard IV recibió el gobierno sobre el Ducado de Carintia y la Marca de Carniola de manos del rey Rodolfo I de Alemania por su apoyo contra el Rey Otakar II de Bohemia. El hijo de Meinhard, Enrique, se casó en 1306 con Ana, hija mayor del Rey Wenceslao II de Bohemia, y después de la repentina muerte de su cuñado Wenceslao III, ascendió ese mismo año al trono de Bohemia. Sin embargo, tuvo que lidiar con las reclamaciones planteadas por Rodolfo III de Habsburgo, hijo de Alberto I de Alemania; finalmente, ambos perdieron la contienda contra el condeJuan de Luxemburgo, que se convirtió en rey de Bohemia en 1310.

### Disminución
Como el propio Enrique no dejó herederos varones a su muerte en 1335, la Casa de Habsburgo, Austriaca heredó Carintia y Carniola de la rama Goricia-Tirol. Los Habsburgo mantendrían estas tierras hasta 1918. La única hija superviviente de Enrique, Margarita de Tirol "Maultasch" y su marido Juan Enrique de Luxemburgo fueron capaces de retener el Condado de Tirol. En 1363 cedió el condado al duque Rodolfo IV de Austria después de que su único hijo con su segundo marido, el duque Luis V de Baviera, Meinhard III de Goricia-Tirol hubiera muerto en el mismo año.
Los condes de Goricia fueron además alguaciles de Aquilea. Son famosos en numismática por haber acuñado la primera moneda de oro alemana, el "Zwainziger". El reconocido diplomático y poeta Oswald von Wolkenstein fue súbdito de los Condes de Goricia. La rama Goricia de la dinastía se extinguió en el año 1500, cuando el último miembro masculino de la familia Leonhard de Goricia murió sin descendencia. Una rama aparente o ilegítima del Meinhardiner fueron los Herren von Graben. Después de la muerte de Leonardo de Goricia se convirtieron en sus sucesores como Lienz en Tirol Oriental. La casa holandesa De Graeff afirma descender de los Von Graben.

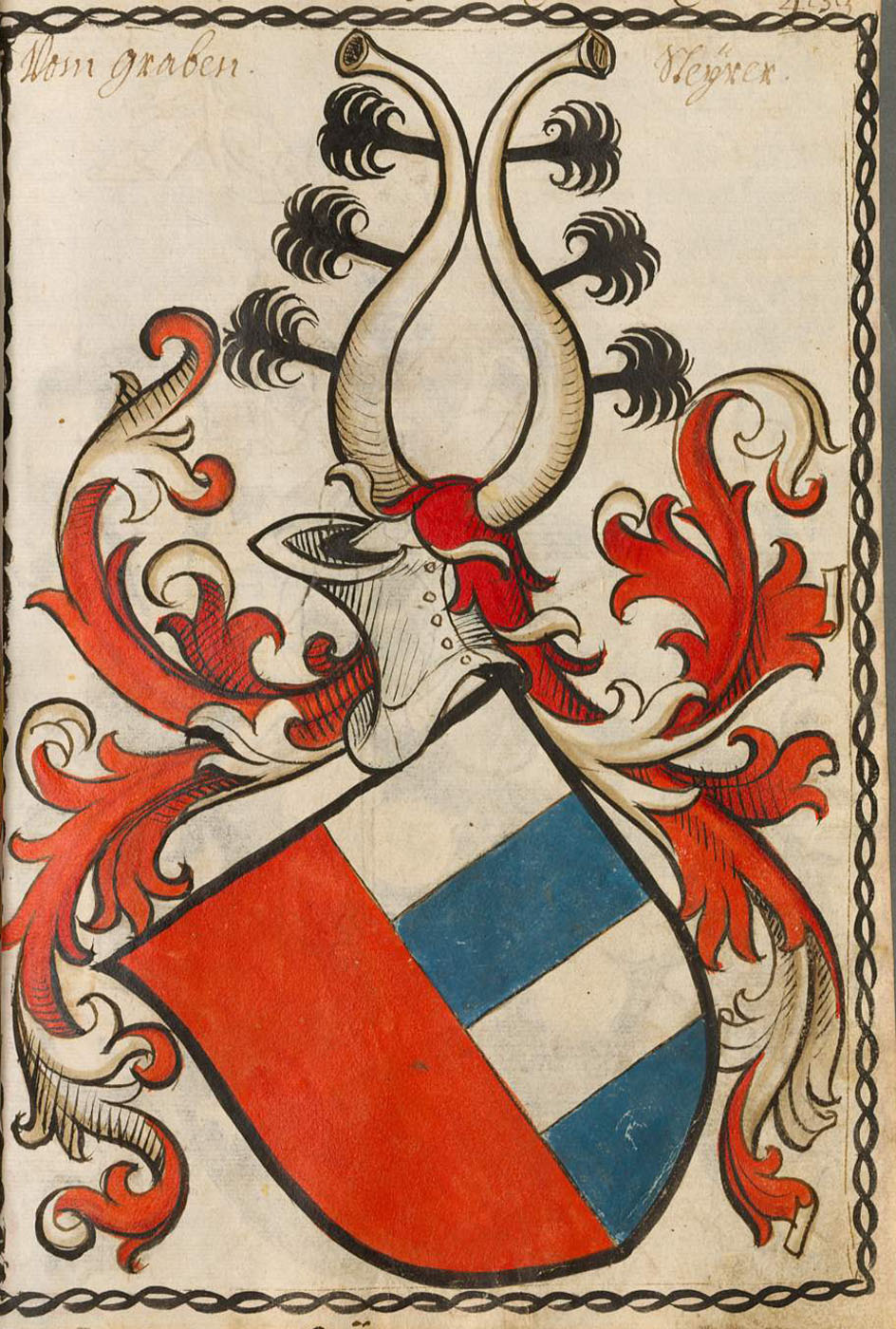
Escudo de armas Graben von Stein

Escudo de armas familia De Graeff

## Condes

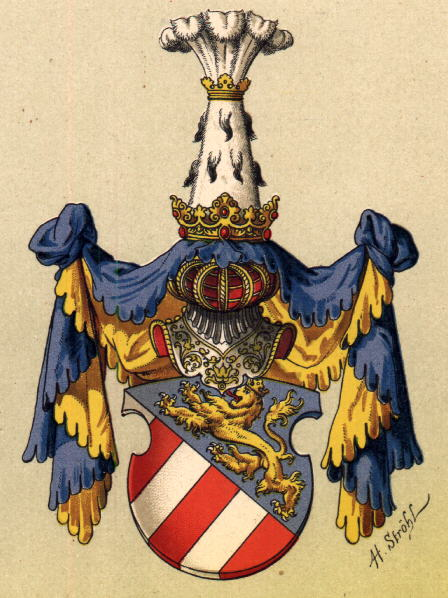
Escudo de armas de Görz, dibujado por Hugo Gerard Ströhl, 1890

- Marquard (fl. 1060/1074), Vogt de Aquileia
- Meginhard (m. alrededor de 1090), de la Casa de Siegharding, Conde en el Val Pusteria
- Enrique I (m. después de 1102), Vogt de Aquileia desde 1082
  - Ulrich (m. en 1122), hermano
- Meinhard I (m. 1139/1142), descendiente incierto, mencionado como Conde de Goricia en 1117, junto con su hermano
  - Engelbert I (m. c. 1122), también conde palatino de Baviera y Vogt de Abadía de Millstatt en Carintia
- Engelbert II (1142-1191), hijo de Meinhard I, junto con su hermano
  - Enrique II (1142–1150)
- Engelbert III (1191-1220), hijo de Engelberto II, junto con su hermano
  - Meinhard II el Viejo (1191–1231)
- Meinhard III (1231-1253), hijo de Engelberto III

Heredan Tirol en 1253

### Goricia-Tirol
- Meinhard I (Meinhard III de Goricia, 1253-1258)
- Meinhard II (1258-1295), hijo mayor de Meinhard I, conde de Tirol después de la partición en 1271, también Duque de Carintia desde 1286
- Enrique (1295-1335), hijo de Meinhard II, conde de Tirol y Duque de Carintia, Rey de Bohemia 1306 y 1307 a 1310
  - Otón (1295-1310), hermano, conde de Tirol y Duque de Carintia
- Margarita, condesa del Tirol (1335-1363), hija de Enrique

Línea extinta, Tirol pasa a la Casa de Habsburgo

### Goricia
- Alberto I (1258-1304), hijo menor de Meinhard I de Goricia-Tirol, gobernó conjuntamente con su hermano Meinhard II hasta 1271
- Alberto II (1304-1325), hijo de Alberto I, junto con su hermano
  - Enrique III (1304-1323) hasta 1307 partición, sucedida por
- Juan Enrique IV (1323-1338), hijo de Enrique III
- Meinhard VI (1338-1385), hijo de Alberto II, Conde principesco desde 1365, y sus hermanos
  - Alberto III (1338–1374)
  - Enrique V (1338–1362)
- Enrique VI (1385-1454), hijo de Meinhard VI, junto con su hermano
  - John Meinhard VII (1385–1429)
- Leonhard (1454-1500), hijo de Enrique VI, junto con sus hermanos
  - Juan II (1454–1462)
  - Louis (1454-después de 1456)

Posesiones a la Casa de Habsburgo, Goricia parte de Austria Interior de 1564 a 1619, Lienz se unificó al Tirol

### Otros miembros de la familia
- Isabel de Goricia-Tirol (1262-1312), hija de Meinhard IV, Reina consorte de los romanos en 1298 por matrimonio con el rey Alberto I de Alemania
- Isabel de Carintia (1298-después de 1347), su sobrina, nieta de Meinhard IV por su hijo Otón en 1337-reina consorte de Sicilia como esposa del Rey Pedro II de Sicilia
- Meinhard V (m. después de 1318), hijo de Enrique III